# 明尼亞波利斯體育館
明尼亞波利斯體育館（Minneapolis Auditorium）是美國明尼蘇達州明尼阿波利斯一間室內體育館。明尼亞波利斯體育館是明尼阿波利斯湖人隊從1947年直到1960年搬遷至洛杉磯的主場館。明尼亞波利斯體育館可容納10,000人，建於1927年，1989年被拆除，建造明尼阿波利斯會議中心。

## 連結
- Minneapolis Auditorium History